# Charles Aránguiz
Charles Mariano Aránguiz Sandoval (* 17. dubna 1989) je chilský fotbalový záložník,  hrající za brazilský klub Internacional.
S chilskou reprezentací se zúčastnil Mistrovství světa ve fotbale 2014.